# Lac Churchill
Pour les articles homonymes, voir Churchill.
Le lac Churchill est un lac glaciaire situé dans le Nord-Ouest de la Saskatchewan au Canada. Il est alimenté à partir du lac Frobisher au nord et du lac Peter Pond à l'est à travers le canal Kisis. La route 155 (en) traverse ce canal à Buffalo Narrows. Le lac fait partie du bassin versant de la rivière Churchill. Le lac peut geler à partir de novembre et rester gelé jusqu'en mai. Il est nommé en l'honneur de John Churchill, 1er duc de Marlborough.

## Climat
Le lac Churchill peut geler aussi tôt qu'en novembre et demeurer gelé jusqu'en mai.

## Faune
Le lac comprend plusieurs espèces de poissons dont le doré jaune, le doré noir, la perchaude, le grand brochet, le touladi, le grand corégone, le meunier noir, le meunier rouge et la lotte.